# Ennedi-Massiv
Das Ennedi-Gebirge liegt im Nordosten des Tschad in den Provinzen Ennedi Est und Ennedi Ouest und bildet eine der Grenzen des Tschadbeckens. Sein höchster Berg ist der Basso mit einer Höhe von 1450 Metern. Begrenzt wird es im Norden von der Depression du Mourdi, im Westen von dem Dünengebiet des Erg du Djourab, im Süden vom Hochland von Wadai und im Osten von den Wüsten des Nordsudans.

## Beschreibung
Es handelt sich beim Ennedi um einen ca. 40.000 km² großen Sandsteinkomplex am südlichen Rand der Sahara, der von allen Seiten dem erosiven Angriff des Windes ausgesetzt ist, der auch in die tiefen Täler des Ennedi Eingang findet. Besondere Beachtung fand diese Region innerhalb der geowissenschaftlichen Forschung, weil es sich beim Ennedi um ein Massiv aus Sedimenten des Urozeans handelt, das aus unterschiedlich hartem Sedimentgestein besteht. Beeindruckende Verwitterungsformen, wie beispielsweise Turmstrukturen, Pfeiler, Brücken und Bögen, haben sich herausgebildet und strahlen dadurch einen besonderen landschaftlichen Reiz aus.
Tausende Petroglyphen (Felszeichnungen) wurden über das Ennedi verstreut gefunden. Eine besondere Konzentration ist am südwestlichen Rand festzustellen. Die Felsbilder sind meist in sogenannten abris, leicht geschützten Wänden mit Überhängen und kleinen Höhlen, zu finden. Die Bilder und Ritzungen sind nach aktuellen Schätzungen zwischen 7000 und 2000 Jahren alt. Sie lassen Rückschlüsse auf Flora und Fauna in dem feuchteren Zeitalter des Nigèro-Tschadien zu und zeugen von der langen Besiedlungsgeschichte des Ennedi durch den Menschen.  In jenem Zeitalter des Holozäns entsprangen dem Ennedi die Goz-Kerki-Flüsse, die den Mega-Tschad genannten urzeitlichen See erreichten. Nach Osten hin entwässerte das Ennedi-Gebirge bis vor ca. 4700 Jahren über das Wadi Howar, auch gelber Nil genannt, und ergoss sich im heutigen Sudan in den Nil.

## Flora und Fauna
Das Gebirge hat eine reiche Fauna zu bieten, besonders zu erwähnen sind hier die Westafrikanischen Krokodile (Crocodylus suchus) in den sechs Seen der ca. 1,5 km langen Guelta d’Archei. Sie sind durch die lange Abgeschiedenheit ihrer Population zwergwüchsig geworden und mittlerweile vom Aussterben bedroht. Die Guelta d’Archei liegt im 2110 km² großen Wildtierreservat Fada Archei. Auch die letzten Löwen der Sahara lebten hier bis zu ihrem Aussterben um 1940.
In ökologischen Nischen haben sich seit der letzten Feuchtphase im Ennedi (zwischen 11.000 und ca. 4700 vor heute) viele weitere Tiere und Pflanzen gehalten, die heute ansonsten nur wesentlich weiter südlich und damit in feuchteren Gebieten vorkommen. Diese Tiere und Pflanzen bezeichnet man als Reliktfauna bzw. -flora. Besonders beeindruckend sind diese an den wenigen permanenten offenen Wasserstellen, den Gueltas zu sehen. Zu nennen sind hier beispielsweise die Guelta d’Archei, Guelta Maya, Guelta de Bachikele und die Guelta de Koboué.
Eine fundierte Bestandsaufnahme ist schwierig und langwierig, da die Zugänglichkeit des großen Gebirges schwierig ist. In den 1960er Jahren wurde durch den französischen Botaniker Hubert Gillet eine erste umfassende botanische Bestandsaufnahme vorgenommen. Diese gilt bis heute als Referenzwerk. Im Rahmen der Einschreibung des Ennedi auf die UNESCO-Welterbeliste wurden darauf aufbauende Untersuchungen durchgeführt und in einem Bericht zusammengefasst. Der Bericht ist im Anhang zum Welterbeantrag veröffentlicht.

## UNESCO-Welterbe
2016 wurde das Ennedi-Massiv in die Welterbeliste aufgenommen.
Das Ennedi-Massiv erfüllt drei der Kriterien für eine Anerkennung als UNESCO-Kultur- und -Naturerbestätte:
- (iii): Tausende über das Ennedi-Massiv verteilte Felsmalereien bezeugen die Anwesenheit von Menschen in der Vergangenheit. […]

- (vii): Aus der Ferne erscheint ganz unerwartet der beeindruckende Schatten des Ennedi-Massivs über der weiten Wüstenebene. Sein urtümlicher Zustand erweckt den Anschein als würde er in ein Land eintauchen, wo die Zeit stehen geblieben zu sein scheint. Der Sandstein zeigt sich in so vielen verschiedenen Formen und Farben, dass er für den Beobachter ein beispielloses Spektakel ergibt. […]

- (ix): Das Plateau wird von tiefen Tälern und Canyons eingeschnitten, in denen sich Wasser sammelt und Vegetation gedeiht. Die Canyons spielen eine wichtige Rolle im Ökosystem. In den größten bilden sich Gueltas, von denen einige das ganze Jahr über mit Wasser befüllt sind. Dieses dauerhafte Wasservorkommen ist entscheidend für das Überleben von Fauna, Flora und Menschen. […]

Im Rahmen der Aufnahme auf die UNESCO-Welterbeliste wurde das Gebiet auch auf nationaler Ebene unter Schutz gestellt. Ein Managementplan beschreibt die wichtigsten Punkte zum Schutz der natürlichen und kulturellen Werte. Es konnte ein professionelles Management des Gebietes in Zusammenarbeit zwischen den tschadischen Behörden und einer privaten Stiftung etabliert werden.

## Galerie

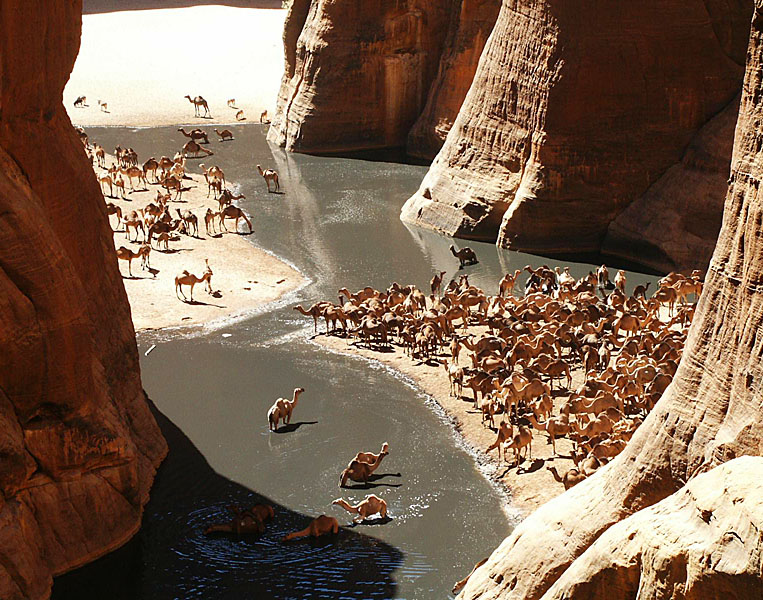
Kamele in Guelta d'Archei, Ennedi
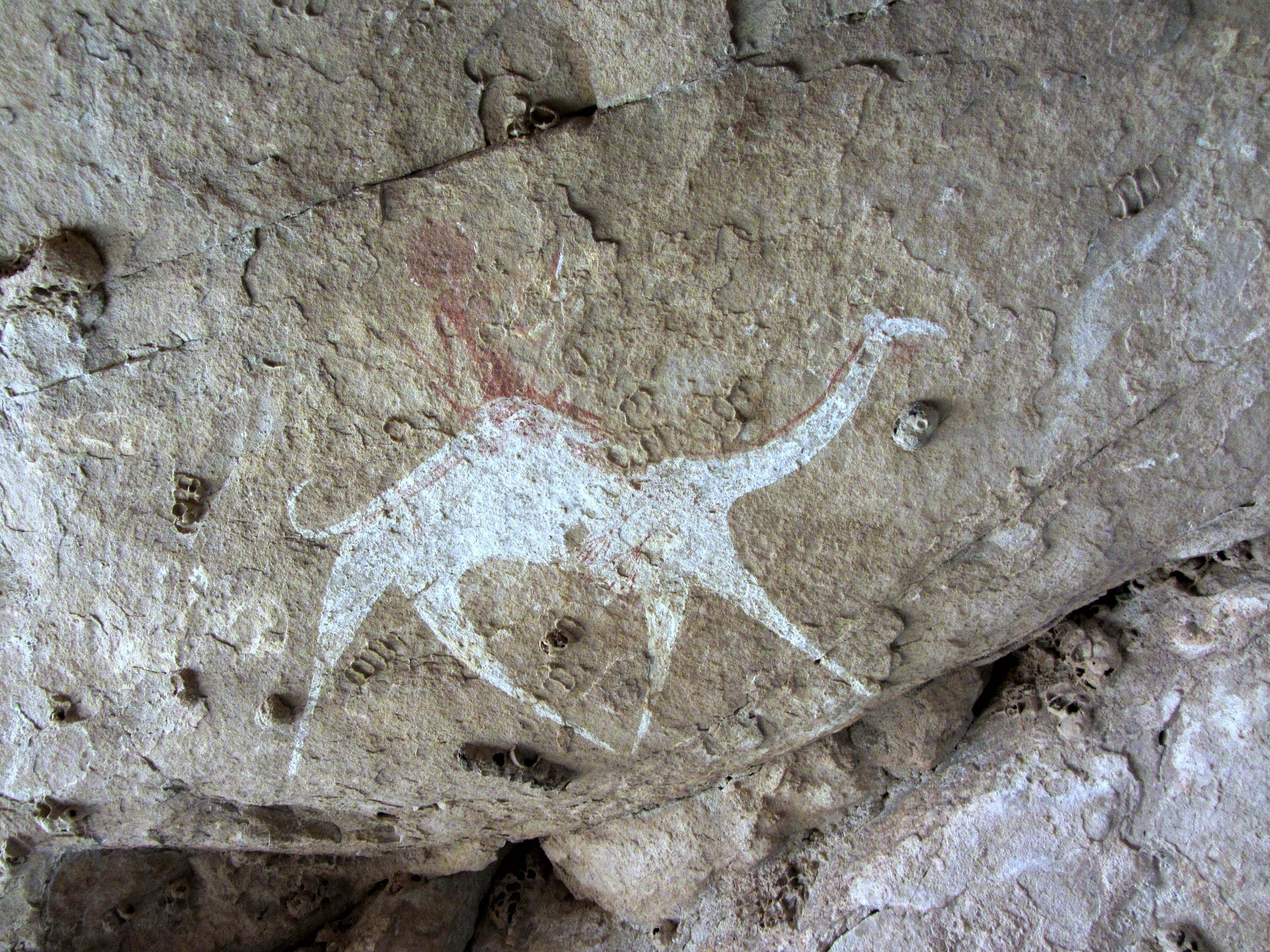
Kamel Felsbildzeichnung im Ennedi, Terkei
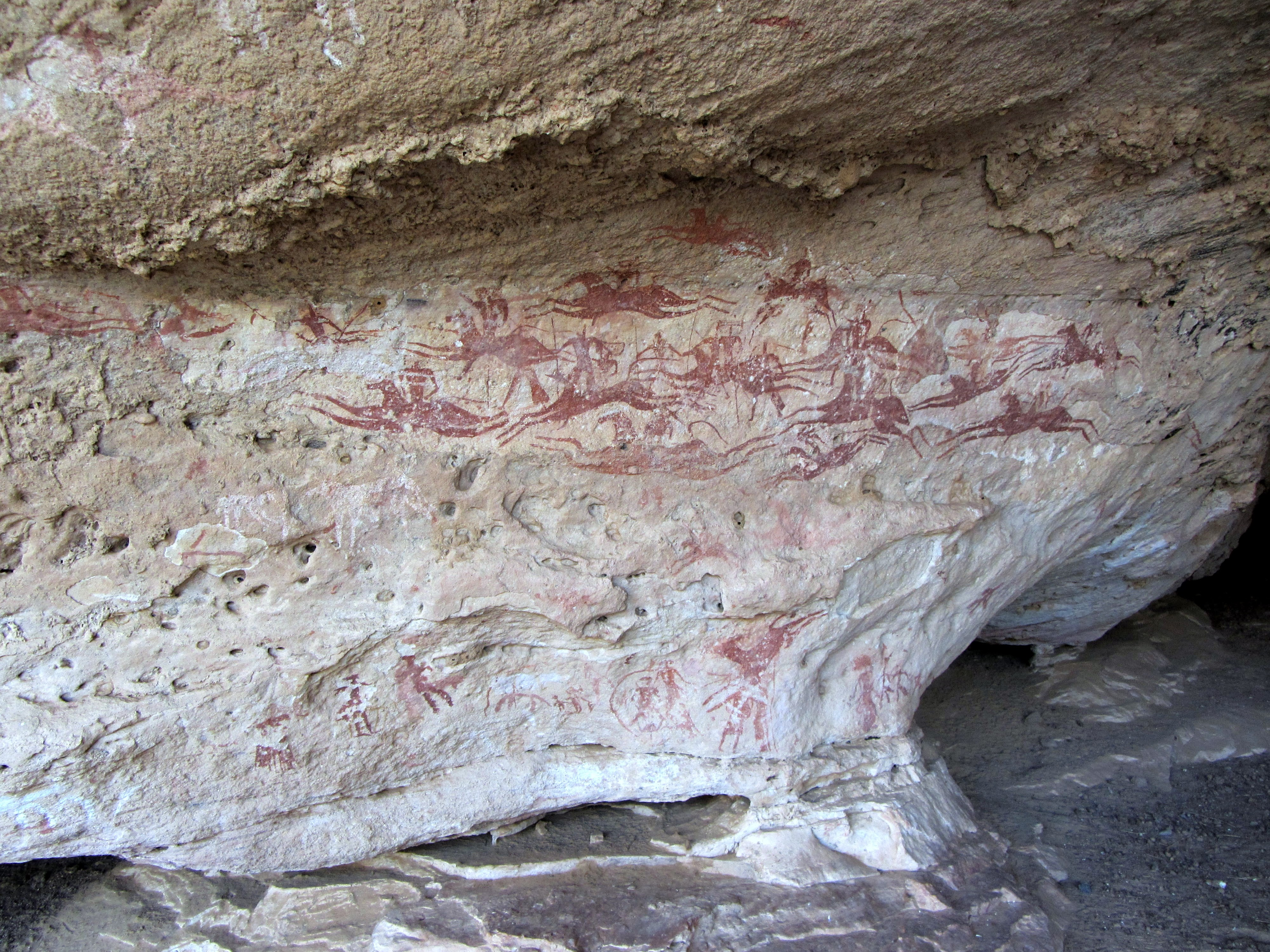
Felsbildzeichnungen im Ennedi, Abri de Terkei
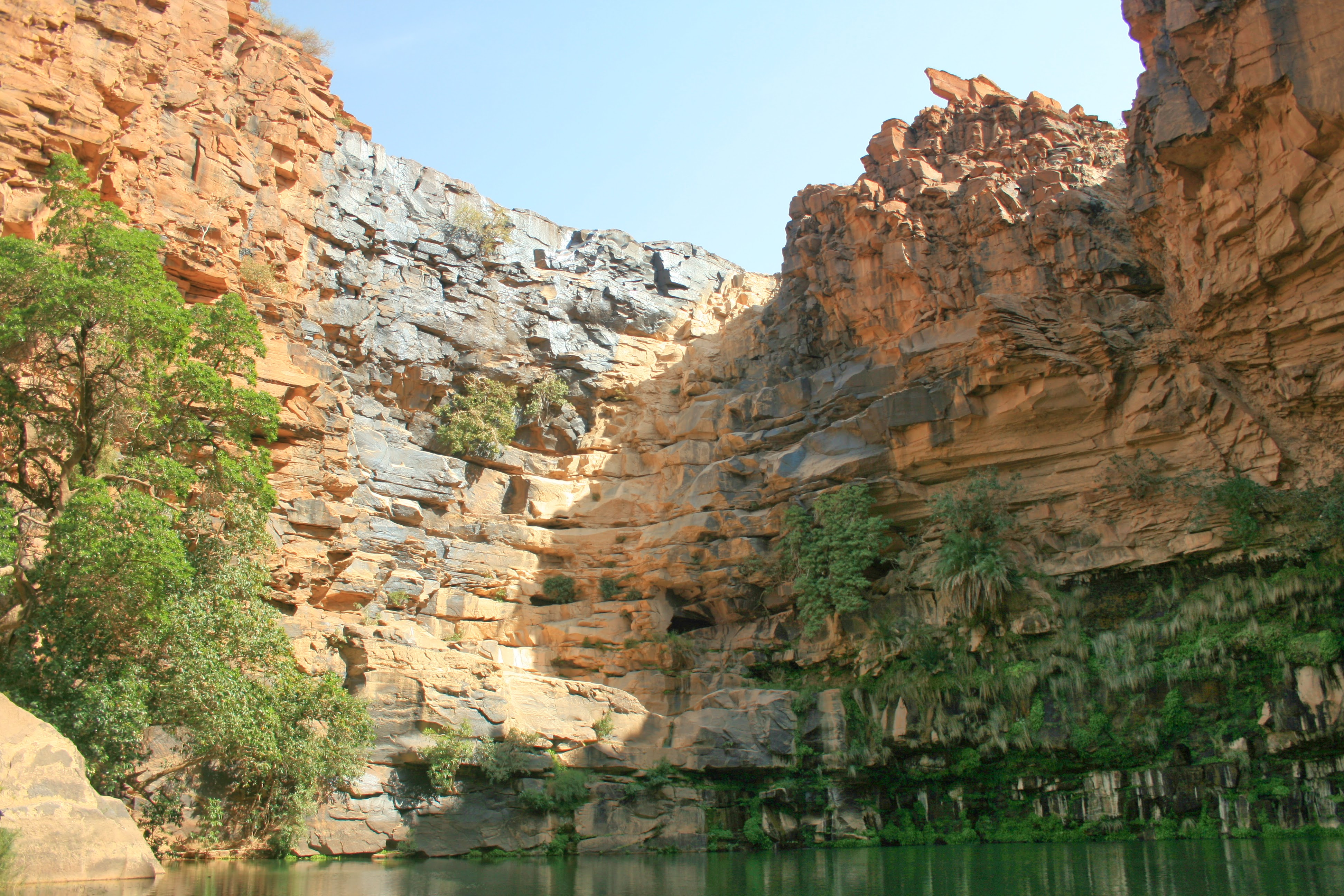
Guelta Maya
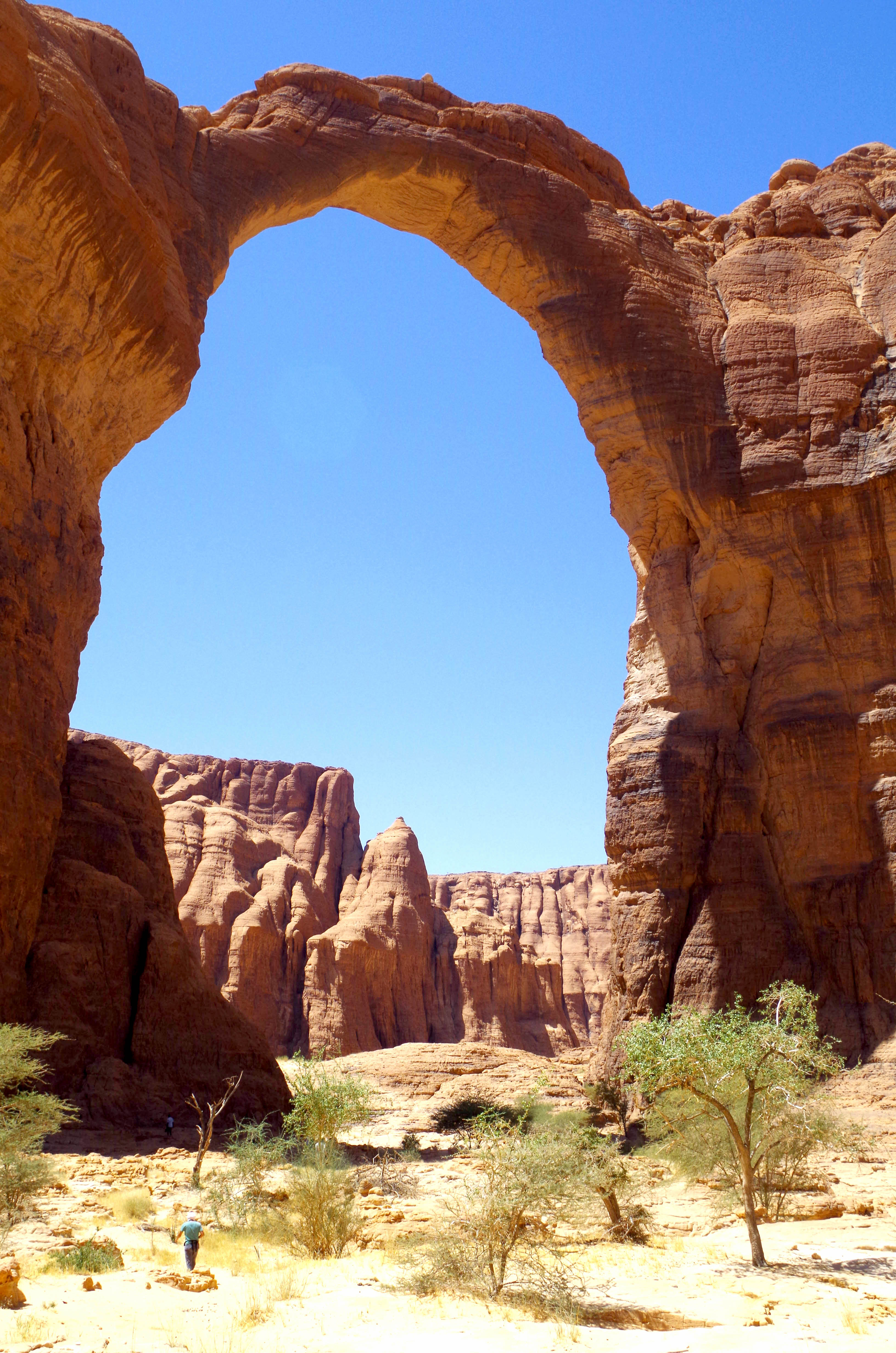
Aloba Arch